# Jean-Yves Augros
Pour les articles homonymes, voir Augros et Jean-Yves.
Jean-Yves Augros est un comédien, dramaturge, metteur en scène et photographe sourd français, né le 15 décembre 1962 à Saint-Denis (France).

## Biographie
Jean-Yves Augros naît le 15 décembre 1962 à Saint-Denis, en Seine-Saint-Denis. Il est le troisième enfant des parents entendants. Il a deux sœurs, Anne-Marie (sourde) et Catherine, et deux frères Joël et Hervé (sourd). Jeune, il entre à l'Institut des Sourds d'Asnières (devenu Institut Départemental Gustave Baguer, dans la rue de Nanterre, à Asnières-sur-Seine).

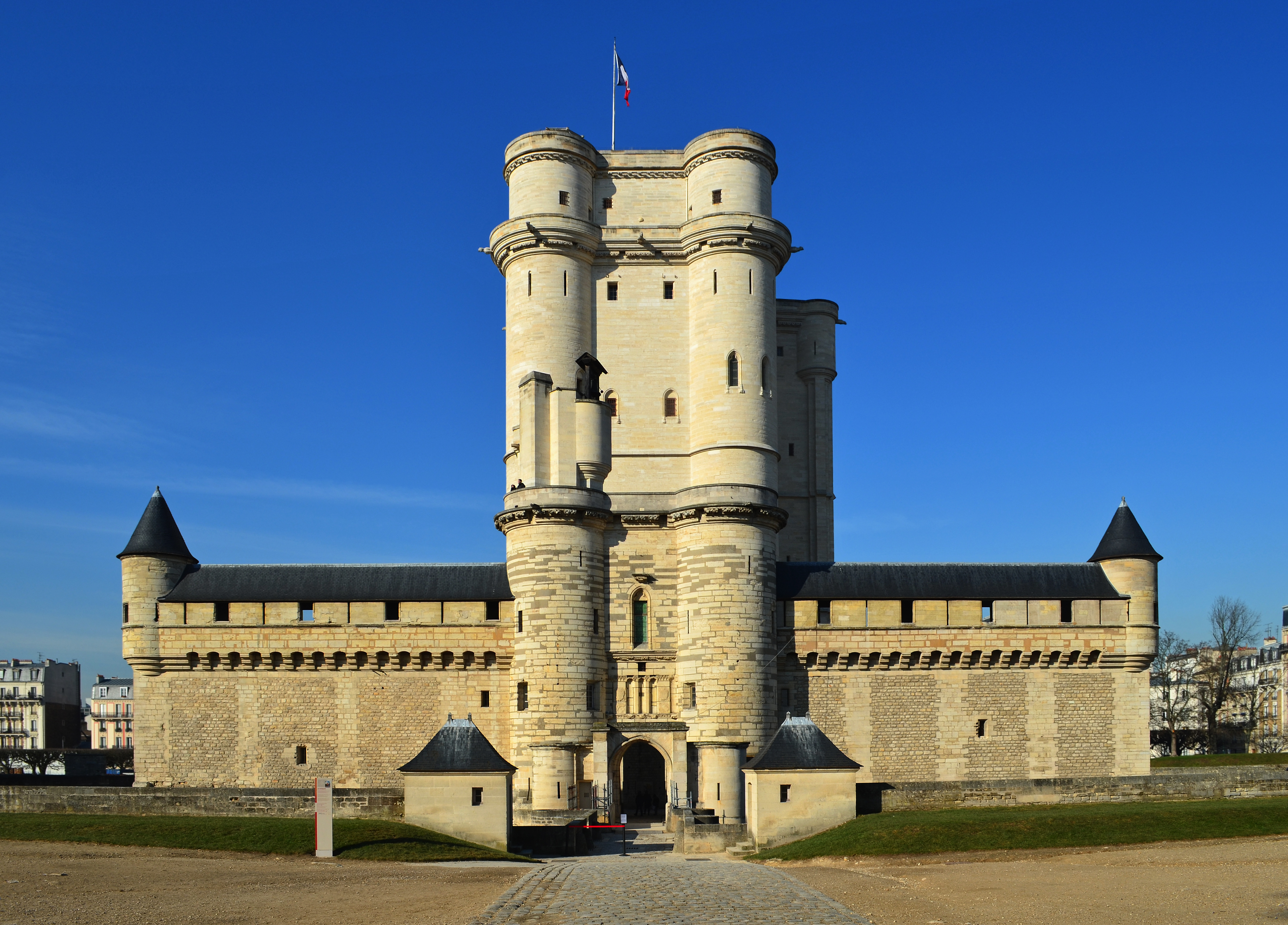
Le château de Vincennes, où a lieu la pièce Le Malade imaginaire.

En 1990, il rencontre Chantal Liennel, la première à entrer dans le monde du théâtre professionnel dans les années 1970, avec qui il concilie vite d'amitié et grâce à qui il reçoit des conseils. Alors qu'il travaille dans une assurance maritime, il démissionne pour s'inscrire à l'International Visual Theatre au château de Vincennes. Il part à Stockholm en Suède et à Wallingford aux États-Unis pour compléter sa formation théâtrale.
En 1992, il joue  dans la pièce Le Malade imaginaire de Molière, mise en scène par Philippe Galant, dans le rôle d'Argan, avec Chantal Liennel en Toinette,.
En 2002, il est soldat allemand en pleine Première Guerre mondiale dans le court métrage Le Cri d'Emmanuel Robert-Espalieu, aux côtés de Bernard Campan et Laurent Valo.
En janvier 2006, il se met à la photographie en mode sépia auprès de ses amis, à qui il propose un portrait royal en hommage à la reine Élisabeth II. En quinze ans, il possède 240 portraits.
À l'occasion de la Nuit blanche en octobre 2008 à Paris 9e (IVT - Chaptal), il organise une exposition photographique et mise en scène des sketches de théâtre du "Grand Guignol".
En mars 2015, il expose toutes ses photographies à la bibliothèque Louise Walser-Gaillard dans la rue Chaptal.
En 2007, il écrit la pièce Ma parole, mise en scène par Chantal Liennel, dans laquelle il joue avec Yoann Robert en France et en Europe jusqu'en 2012.
En 2009, après avoir été formateur de Langue des Signes Française au château de Vincennes (1993) puis à Alfortville dans le Val-de-Marne (de 1993 à 1995) puis à Paris la Bastille dans le 12e (de 1995 à 2004) et enfin à IVT Chaptal jusqu'en 2009, il est devenu ensuite responsable des Relations avec les Publics.
En 2010 et 2011, visites guidées en Langue des Signes Française dans le marché aux Puces, la mairie de Saint-Ouen et le château de Saint-Ouen.
En 2012, il est choisi pour incarner le comte de La Fontaine dans le court métrage Le Portrait d'Alex Sambe. Même année, il crée et met en scène Parle plus fort !, aux côtés des comédiens Jean-Marie Hallégot et Fanny Maugard.
De 2016 à 2018, il organise en collaboration avec le musée Toulouse-Lautrec d'Albi, des visites guidées au sein dudit musée.

## Filmographie

### Courts métrages
- 1997 : Chuut ! de Christophe Legendre[7]
- 2002 : Le Cri d'Emmanuel Robert-Espalieu : le soldat allemand
- 2012 : Le Portrait d'Alex Sambe : le comte de La Fontaine

## Théâtre

### En tant que comédien
- 1992 : Le Malade imaginaire, de Molière et m. e. sc. par Philippe Galant : Argan, au château de Vincennes
- 2001 : Le Guignol du Fond de la Cour (Création "Les Amis d'IVT")
- 2001 : Institut Gustave Baguer dans les années 1965/1975 (Création collective "Les Amis d'IVT")
- 2005 : One Man Show I (Création "Les Amis d'IVT")
- 2007 : One Man Show II (Création "Les Amis d'IVT")
- 2007 : Ma parole de lui-même et m. e. sc. par Chantal Liennel, à l'International Visual Theatre (IVT)

### En tant que metteur en scène
- 2009 : Les Contes du monde entier (m. e. sc. avec Emmanuelle Laborit), à l'International Visual Theatre (IVT)[8]
- 2007-2012 : Ma parole, à l'International Visual Theatre (IVT)
- 2012 : Parle plus fort !, à l'International Visual Theatre (IVT)

### Internet
- [vidéo] Decodeurdunonverbal, « [Interview Jean-Yves Augros, découvrez la langue de signes] », sur YouTube, 8 septembre 2012.
- Jean-Yves Augros, hors cadre, de Alexandra  Masbou, France Télévisions, coll. « L'Œil et la Main », 20 septembre 2021, couleur [présentation en ligne].